# Солкански железнички мост
Солкански железнички мост је мост преко реке Соче у Словенији. Важи за велики инжењерски и грађевински подхват. Дуг је 220 метара и има највећи лук, рађен од резаног камена, на свету. Један је од 65 железничких мостова на Бохињској пруги саграђеној између 1900. и 1906. која представља везу између Медитерана и средње Европе. Због 85 метарског лука потпада међу највеће железничке мостове на свету.
Мост су пројектовали Р. Јаузнер (R. Jaussner) и Л. Оерлеј (L. Oerley) а саградило га је бечко грађевинско предузеће Брудер Редлих унт Бергер (Brueder Redlich und Berger). У велики кружни лук уграђено је 4533 камених блокова.
Током Првог светског рата то је било место сошког фронта. У борбама за Горицу, августа 1916. мост је био срушен (лук). 1918. стављена је привремена железна конструкција, а 1927. таљанске су железнице обновиле мост са каменом.
Обновљени мост је и данас у оригиналном стању.
Доста среће мост је имао током Другог светског рата. Од мноштва савезничких бомби само га је једна закачила, шта су немачки инжењири одмах поправили. Главна обнова била је 1954.
Еру камених мостова наставили су мостови од бетона и железа са већим распонима лука али Солкански железнички мост остаје врхунац аустроугарске инжењерске школе и бисер аустроугарских железница.